# William Smith (abolitionniste)
William Smith (22 septembre 1756 - 31 mai 1835) est un homme politique britannique indépendant de premier plan, siégeant en tant que député. Il est un dissident anglais et joue un rôle déterminant dans l'octroi de droits politiques à cette minorité religieuse. Il est un ami et un proche associé de William Wilberforce et un membre de la secte de Clapham, et est à l'avant-garde de plusieurs de leurs campagnes pour la justice sociale, la réforme des prisons et les efforts philanthropiques, notamment l'abolition de l'esclavage. Il est le grand-père de l'infirmière et statisticienne pionnière Florence Nightingale et de l'éducatrice Barbara Bodichon, fondatrice du Girton College de Cambridge.

## Jeunesse
William Smith est né le 22 septembre 1756 à Clapham (alors un village au sud de Londres), le seul fils de Samuel Smith et de Martha, fille de William Adams de Londres. Élevé par des parents qui fréquentent une chapelle indépendante, il fait ses études à l'académie dissidente de Daventry jusqu'en 1772, où il commence à subir l'influence des unitariens. Il entre dans l'entreprise d'épicerie familiale et, en 1777, en devient associé. Il a une longue carrière de réformateur social et politique, rejoignant la Society for Constitutional Information en 1782.

## Élection au Parlement
En 1784, Smith est élu comme l'un des deux députés de Sudbury dans le Suffolk. Il est un soutien des Whigs lorsqu'il est dans l'opposition. En 1790, il perd son siège à Sudbury et, en janvier suivant, est élu député de Camelford. En 1796, il est de nouveau réélu à Sudbury, mais en 1802, il accepte l'invitation des radicaux à se présenter à Norwich, bien qu'il soit battu aux élections de 1806, qui se disputent sur une question locale. Cependant, suffisamment de Whigs ont été élus pour former le gouvernement dirigé par William Grenville. Il est réélu à nouveau en 1807 et 1812 et est devenu un député radical et reconnu de Norwich, connu pour être un lieu de rassemblement pour les dissidents et les radicaux de toutes sortes.

## Unitarisme
William Smith a de fortes convictions chrétiennes dissidentes — il est unitarien, et est donc empêché d'accéder aux grandes charges d'État (la doctrine des unitariens nie la Trinité, un principe central de l'Église d'Angleterre). Il joue néanmoins un rôle de premier plan dans la plupart des grandes questions parlementaires contemporaines, y compris les demandes des dissidents pour l'abrogation des Test Acts et Corporation Acts (pour la première fois depuis les années 1730). Bien que les militants aient échoué en 1787, ils ont réessayé en 1789. Lorsque Charles James Fox présente un projet de loi pour le soulagement du non-communautarisme en mai 1792, Smith soutient la Unitarian Society, déclarant publiquement son engagement pour la cause unitarienne. La même année, il devient l'un des membres fondateurs de la Friends of the People Society. En 1813, Smith défie l'église établie et est chargé de défendre la loi sur la doctrine de la trinité de 1813, connue sous le nom de « Mr William Smith's Bill », qui, pour la première fois, rend légale la pratique de l'unitarisme. Il est membre de la chapelle de la rue Essex.

## Abolitionnisme
En juin 1787, Smith est l'un des premiers à faire campagne pour l'abolition de la traite négrière, devenant un ardent défenseur de la cause. En 1790, il soutient William Wilberforce dans le débat sur la traite des esclaves en avril. Pendant son absence du Parlement, il apporte son soutien à l'abolitionnisme en écrivant une brochure intitulée A Letter to William Wilberforce (1807), dans laquelle il résume de manière convaincante les arguments des abolitionnistes en faveur de l'abolition. Une fois le commerce interrompu, il se tourne vers la libération de ceux qui étaient encore esclaves. En 1823, avec Zachary Macaulay, il contribue à fonder la London Society for the Abolition of Slavery in our Colonies, lançant ainsi la phase suivante de la campagne d'éradication de l'esclavage.

## Révolution française
Au début, au moins, William Smith a de la sympathie pour le mouvement révolutionnaire en France. Il s'est rendu à Paris en 1790, où il assiste aux célébrations du 14 juillet, et a enregistré plus tard ses réactions aux événements importants dont il a été témoin. En avril 1791, il soutient publiquement les buts et principes de la société unitarienne nouvellement formée, y compris le soutien à la liberté récemment gagnée des Français. Smith gagne rapidement une réputation de radical, et même de jacobin. Parce qu'il a des contacts d'affaires et des amis à Paris, on lui demande plus d'une fois de servir d'intermédiaire pour le gouvernement. En 1792, il organise plusieurs rencontres entre William Pitt et Maret (futur ministre des Affaires étrangères de Napoléon) afin d'éviter la guerre.
Il est élu membre de la Royal Society en 1806 comme « un gentleman bien versé dans diverses branches des connaissances naturelles ».
Smith a finalement vu au Parlement l'abrogation des Test Acts en 1828. Il est décédé le 31 mai 1835 à Londres, à l'âge de 78 ans.

## Famille
Le 12 septembre 1781, il épouse Frances Coape (1758-1840), fille de John et Hannah Coape, tous deux dissidents. Ils ont cinq fils et cinq filles.
- l'aîné est Benjamin Smith (1783-1860), le politicien whig[3]. Il est le père de Barbara Bodichon, fondatrice du Girton College, et de l'explorateur Benjamin Leigh Smith.
- le second, William Adams Smith (1789–1870), est connu comme militant[4].
- Samuel (1794-1880), épouse Mary Shore[5].
- Octavius (1796–1871), épouse Jane Cooke et a huit enfants[6].
- Frederick (1798–1882), épouse Mary Yates.

Sa troisième fille, Frances Smith (1789–1880), épouse William Nightingale et est la mère de Florence Nightingale. Parmi les autres filles, Joanna Maria (1791–1884) épouse le député John Bonham-Carter (1788-1838) et Martha Frances (1782–1870, Patty) et Julia (1799–1881) ne se sont pas mariées ; Anne (1785–1854) épouse George Thomas Nicholson.
Les Smith vivaient près de l'entreprise familiale et ont emménagé à Eagle House sur Clapham Common.